# Tjörnin
El Tjörnin (pronunciación en islandés: /[ˈtʰjœ(r)tnɪn]/ o Reykjavíkurtjörn, 'el lago de Reikiavik') es un pequeño lago situado al oriente de Reikiavik, en su centro histórico. Es un punto importante de la avifauna de la capital de Islandia. 

## Características
A pesar de sus reducidas dimensiones es uno de los más conocidos de la isla, gracias a su posición en el entorno citadino, al noroccidente del céntrico distrito de Miðborg, cerca de la Alcaldía. 
Algunos edificios de la Universidad de Islandia se encuentran cerca, y en sus orillas están los de la Iglesia Libre de Reikiavik y de la Galería Nacional de Islandia.
Se congela en invierno, pero las autoridades calientan y descongelan una parte con aguas termales destinada a las aves acuáticas, en particular cisnes, patos y ocas.